# Edwin Jackson
Edwin Jackson (nascut a Pau, el 18 de setembre de 1989) és un jugador de bàsquet professional francès. Juga a la posició d'escorta. Des del 2022 juga al Nanterre 92.